# Megatropis karnyi
Megatropis karnyi är en insektsart som beskrevs av Frederick Arthur Godfrey Muir 1926. Megatropis karnyi ingår i släktet Megatropis och familjen Derbidae. Inga underarter finns listade i Catalogue of Life.